# Regina Schilling

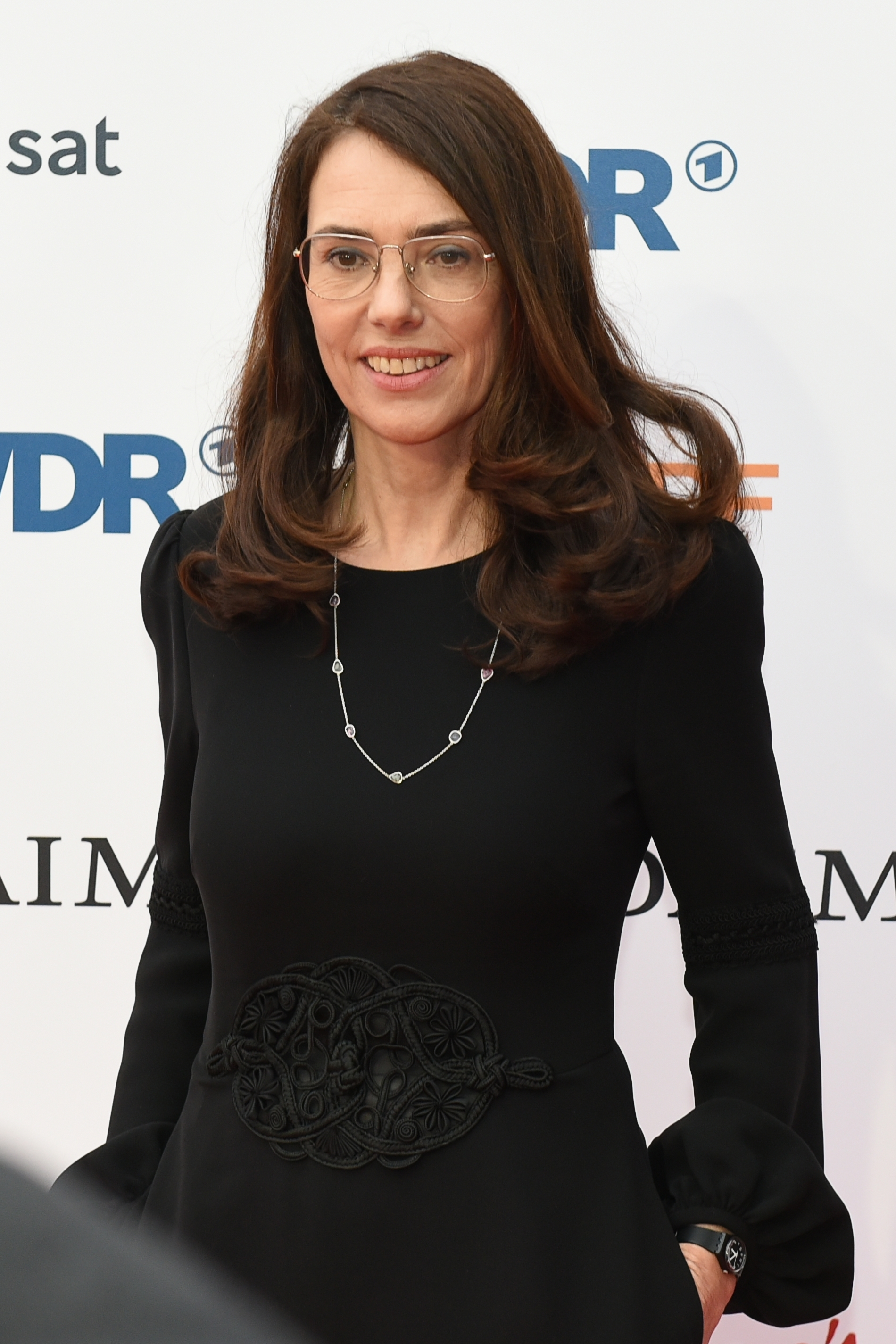
Regina Schilling bei der Verleihung des Grimme-Preises 2019

Regina Schilling, geborene Regina Kamps (* 27. Oktober 1962 in Köln), ist eine deutsche Dokumentarfilmerin und Autorin.

## Leben
Schillings Vater war Drogist, die Eltern führten erst eine, später zwei Drogerien. Schilling studierte Literaturwissenschaft und Pädagogik, war Pressereferentin beim Verlag Kiepenheuer & Witsch und ist seit 1997 freiberuflich tätig. Neben ihrer Existenz als Dokumentarfilmerin schreibt sie Kinder- und Jugendbücher (Mach's gut Herr Wurst!, Fanny und Pepsi, Ich bin nicht du).
Sie ist seit der Gründung 2001 für das Programm des Literaturfestivals Lit.Cologne mitverantwortlich, anfangs als Pressereferentin.
Schilling drehte Dokumentarfilme über Josef Bierbichler, Adriana Altaras (Titos Brille, 2014), Gerd Audehm, die Missbrauchshistorie an der Odenwaldschule und einen Film über ehemalige Microsoft-Programmierer. In Kulenkampffs Schuhe (2018) behandelt sie ausgehend von der eigenen Familiengeschichte bekannte Fernseh-Entertainer der Nachkriegszeit (Hans-Joachim Kulenkampff, Peter Alexander, Hans Rosenthal), die noch entscheidend durch die Zeit des Nationalsozialismus und die Nachkriegszeit geprägt waren, und wie sie in der Bundesrepublik diese Erfahrungen in der Öffentlichkeit durchblicken ließen oder verbargen. 2023 widmete Schilling Eduard Zimmermann und seiner Sendung Aktenzeichen XY … ungelöst, dem „ersten True-Crime-Format weltweit“, den essayistischen Dokumentarfilm Diese Sendung ist kein Spiel – Die unheimliche Welt des Eduard Zimmermann.
Regina Schilling lebt und arbeitet in Köln und Berlin.

## Filmografie (Auswahl)
- 1999: Der junge Mann und sein Buch
- 2001: Leben nach Microsoft (zusammen mit Corinna Belz)
- 2004: Gerd Audehm: Leben ohne Gedächtnis
- 2007: Bierbichler
- 2008: 24h Berlin (mit anderen)
- 2011: Geschlossene Gesellschaft – Der Missbrauch an der Odenwaldschule (mit Luzia Schmid)
- 2013: 24h Jerusalem (mit anderen)
- 2014: Titos Brille[6]
- 2018: Kulenkampffs Schuhe
- 2022: Igor Levit – No Fear[7]
- 2023: Diese Sendung ist kein Spiel – Die unheimliche Welt des Eduard Zimmermann[8][9]

## Buchveröffentlichungen
- mit Corinna Belz: Fanny und Pepsi. Carlsen, Hamburg 2001, ISBN 978-3-551-35112-8.
- mit Corinna Belz: Fanny und Pepsi – alles wird gut. Carlsen, Hamburg 2001, ISBN 978-3-551-58070-2.[10]
- Ich bin nicht Du. Kiepenheuer & Witsch, Köln 2005, ISBN 978-3-462-03544-5.
- Mach's gut, Herr Wurst! Boje, Köln 2009, ISBN 978-3-414-82221-5.

## Auszeichnungen
2012 erhielt Regina Schilling für Geschlossene Gesellschaft den Grimme-Preis. Auch für ihren Film Titos Brille erhielt sie Preise (Sguardi Altrove, Aegean Docs 2015). Kulenkampffs Schuhe wurde 2018 im Rahmen der 42. Duisburger Filmwoche mit dem 3sat-Dokumentarfilmpreis ausgezeichnet. Mit derselben Dokumentation erhielt sie 2019 den Preis der Deutschen Akademie für Fernsehen in der Kategorie Dokumentarfilm und den Deutschen Fernsehpreis in der Kategorie Beste Dokumentation/Reportage. sowie erneut einen Grimme-Preis.